# Viktor Sheen
Viktor Dundič (* 15. srpna 1993, Almaty, Kazachstán), spíše známý jako Viktor Sheen, je český rapper pocházející z Kazachstánu.
Na počátku své kariéry byl členem skupin Crap Crew a Da Staffers (DSTFRS) a labelu Blakkwood. Jeho debutovým sólo projektem byl v roce 2010 mixtape Pod povrchem, poté následovaly mixtapy Sektor 5 a Winning. Roku 2014 vydal EP Level Up. V roce 2015, již pod pseudonymem Viktor Sheen, vydal společný projekt s rapperem Rennem Dangem Projekt Asia. V roce 2017 vyšlo jeho debutové sólové album Jungler a roku 2018 společná deska s rapperem Jicksonem Grál. Následovala veleúspěšná sólová deska Černobílej svět (2019), která se stala nejprodávanější původní českou deskou roku 2019 a druhou nejprodávanější za rok 2020 a z Viktora Sheena udělala jednoho z nejúspěšnějších českých rapperů. V dalších letech na úspěch navázal alby Barvy (2020) a Příběhy a sny (2021). Album Příběhy a sny se stalo nejprodávanější českou deskou roku 2022 a druhou nejprodávanější roku 2023. Na začátku roku 2023 vydal společné album s rapperem a zpěvákem Calinem. Deska Roadtrip se na vrcholu českého žebříčku prodejnosti alb udržela téměř půl roku a stala se nejprodávanější deskou roku. Následně v říjnu roku 2023 vydal další sólové album Planeta opic. Dále pak v listopadu roku 2024 vydal album Impostor syndrom.
V rámci ankety Český slavík 2021 zvítězil v kategorii Nejstreamovanější česká skladba se singlem „Rozdělený světy“. Alba Černobílej svět a Barvy byla nominována na žánrovou cenu Anděl. Streamovací platforma Spotify ho v prosinci 2021 vyhlásila nejposlouchanějším českým interpretem roku. Tento úspěch znovu zopakoval v roce 2023. Album Roadtrip bylo oceněno jako nejlepší společný projekt roku na cenách Anděl 2023. Deska Impostor syndrom byla oceněna žánrovou cenou Anděl. V roce 2024 se umístil na 3. místě v anketě Český slavík v kategorii Hip hop & Rap.

## Dětství a mládí
Viktor Dundič se narodil ve městě Almaty v Kazachstánu v roce 1993. Později se ve 3 letech s rodinou přestěhoval do Česka. Vyrůstal na Kladně. Rapu se dle svých slov začal věnovat kolem jedenácti let věku, kdy zkoušel psát první texty, nahrávat písně přes Skype a také skládat vlastní beaty. Kolem roku 2008 se přes internet začal seznamovat s dalšími undergroundovými rappery jako byl například Tao Quit, kterému produkoval několik tracků a dokonce stál u zrodu jeho labelu Safraport Records.

## Kariéra

### Počátky (Crap Crew,Projekt Asia)
Svojí kariéru začal jako člen kladenského rapového uskupení Crap Crew (Time, Smith, Sheen, Ensí Nyk), ke kterým se přidal v roce 2009. Objevil se na jejich třetím mixtapu z roku 2010 a ještě předtím na několika singlech jako „Zrcadla“, „Drsný sever“ nebo „Velrybí dick“. Jeho první plnohodnotný projekt byl v roce 2010 debutový mixtape Pod povrchem, následovaly mixtapy Sektor 5 a Winning, na kterém se objevil hit „Kush s ní“, díky kterému si Sheen získal pozornost více posluchačů. Ještě před Winning mixtapem byl však členem skupiny Da Staffers (DSTFRS), ve které byli i Ceha a Ougi. Tehdy nahráli EP Vlci, které vyšlo v roce 2013 pod labelem PVP Label (od roku 2014 známý jako Blakkwood Records). Seskupení připravovalo i debutové album s pracovním názvem Obscuro, to se ale nakonec vzhledem k rozpadu skupiny neuskutečnilo. V roce 2014 vydal EP Level Up, na kterém spolupracoval s dalšími labelovými kolegy jako Renne Dang, Sharlota a další. Ve stejném období změnil svůj pseudonym z Charlese Sheena na Viktor Sheen. K této úpravě došlo, protože si přál, aby mu lidi říkali pravým jménem.
Se zmíněným Rennem Dangem si hudebně sedli a tak v roce 2015 vychází jejich společný projekt Projekt Asia, které bylo pro oba prvním plnohodnotným albem. Název desky je odvozen od původu obou interpretů, Sheen má předky v Kazachstánu a Dang ve Vietnamu. Kritikou i fanoušky bylo velmi dobře přijato. Titulní singl „Instantní čubky 2“ již přesáhl na YouTube přes 13 milionů zhlédnutí.

### Sólo kariéra (Jungler,Grál, NSD)
V roce 2016 vydal mixtape NSD (Na světlech doleva). Ten už vykazoval jeho hudební vyzrálost a dával tušit další velké věci. Dne 13. února 2017 oznámil, že již není členem labelu Blakkwood a osamostatnil se. Ve stejném roce vydal debutové album Jungler. Na něm spolupracoval s Robinem Zootem, Yzomandiasem a Jicksonem. Díky hitům „Vata“, „Tchibo“ či „Nescafé“ (ty přesáhly na platformě YouTube hranici 5 milionů zhlédnutí) mělo album velký úspěch a autora katapultovalo mezi špičku domácí rapové scény. Po vydání alba poskytl např. hudebně zaměřené televizní stanici Óčko rozhovory, po rozvinutí různých menších psychických problémů však na rozhovory až do nedávna zanevřel.
V roce 2018 došlo na delší dobu očekávanou spolupráci s kolegou Jicksonem, připravili spolu desku Grál. V albu se objevili hosté z uskupení Milion+ jako Yzomandias, Kamil Hoffmann, Robin Zoot, Hasan nebo Nik Tendo, se kterými se Sheen po odchodu z Blakkwood sblížil.

### Černobílej svět, Barvy, Příběhy a sny
V roce 2019 vyšla deska Černobílej svět. Na ní můžeme, stejně jako na albech Grál a Jungler, zaslechnout i ruštinu, jeho rodný jazyk. Na albu spolupracovala známá jména z česko-slovenské rapové scény jako je Nik Tendo, Yzomandias, Karlo, Hasan, Calin. Album mělo velký úspěch díky hitu „Až na měsíc“ a získalo ocenění platinová deska. Sheen byl také s tímto albem nominován na cenu Anděl za rapové album roku v žánrové kategorii. Album se stalo nejprodávanějším původním českým albem roku 2019 a druhým nejprodávanějším za rok 2020. Bylo také nominováno na žánrovou cenu Anděl za rapové album roku. Album se 70 týdnů drželo v top 5 českého albového žebříčku, a to bez větší propagace. Stačilo „jen“ neúnavné koncertování a virální singl „Až na měsíc“, který na YouTube nasbíral přes 37 milionů zhlédnutí. Videoklip byl na konci roku 2019 druhým nejsledovanějším videem na českém YouTube. Album bylo na vrcholu českého žebříčku prodejnosti alb přerušovaně 22 týdnů. I téměř tři roky od vydání alba se pravidelně umísťovalo v TOP 10 nejprodávanějších alb týdenního žebříčku.
V říjnu 2020 vyšla třetí studiová deska Barvy, která je volným pokračováním předchozího alba. Často zde v textech zmiňuje svou dceru Viktorii. Na "featu" zde lze slyšet například Yzomandiase na tracku „Kolik“ nebo Jicksona na písni „Wild Hunt“, která obsahuje referenci na streamera hry League of Legends Opata04, kterému Viktor Sheen slíbil zmínku na svém albu za Opatův neuvěřitelný příspěvek Viktorovi na charitu. Deska Barvy měla rekordní nástup – za pouhých 20 hodin překonala hranici milionu streamů, druhý milion přidala v ještě kratší době. Album se na první příčce českého žebříčku prodejnosti alb přerušovaně umísťovalo 17 týdnů. I po roce od vydání album nekleslo pod sedmou příčku v týdenním žebříčku prodeje alb. Deska byla nominována na dvě ceny Anděl: rapové album roku a videoklip roku (za videoklip k písni „Poslední přání“).
V roce 2021 vydal singl s názvem „Lavazza“. Ve stejném roce vydal na konci listopadu dlouho očekávané album s názvem Příběhy a sny. Na albu hostují například Robin Zoot v písni „Baby Shark“, kde společně rapují o tom, jak se kvůli svým dětem změnili. Další rapper na featu je zde Hugo Toxx ve skladbě „Vice city“. Posledním rapperem na featu je Calin v tracku „Virtuální drogy“. V tomto albu Viktor Sheen rapuje o sociálních sítích, o svých úspěších, o rodině, o změně v životě a také o svých fanoušcích. Po vydání se všechny písně umístily v žebříčku IFPI CZ TOP 100 Singles Digital. Obsah alba obsadil prvních patnáct příček žebříčku a skit „Zzzpět“ se umístil na 18. příčce. Nejúspěšnějším byl singl „Stíny“, který se na prvním místě digitálního žebříčku držel po deset týdnů po sobě. Album se udrželo na přední příčce žebříčku prodejnosti alb v Česku po dobu 13 týdnů. Stalo se nejprodávanější českou deskou roku 2022 a druhou nejprodávanější roku 2023.
Streamovací platforma Spotify ho v prosinci 2021 vyhlásila nejposlouchanějším českým interpretem roku.

### ROADTRIPaPlaneta opic
V roce 2023 vydal společně s Calinem album Roadtrip. Deska vyšla v pátek 3. února v doprovodu videoklipu k písničce „Dívej“. Ta na platformě YouTube nasbírala za 18 hodin skoro 150 tisíc zhlédnutí. Album debutovalo na první příčce českého žebříčku prodejnosti alb a na vrcholu se udrželo s několika přerušeními dohromady dvacet čtyři týdnů. Album obsahuje úspěšné singly „Safír“, „Dívej“ nebo „Cikády“. Vedoucí singl „Safír“ se umístil na první příčce digitálního singlového žebříčku a přerušovaně mu dominoval dvacet sedm týdnů. Po vydání se album dostalo do celosvětového žebříčku poslechovosti na Spotify, kde se ve svém debutovém týdnu umístilo na druhé příčce. Ve své době šlo o rekordní úspěch českého alba. Stalo se nejprodávanějším albem roku 2023.
V roce 2023 vydal album Planeta opic. Deska vyšla v pátek 13. října 2023. Byla oznámena pouze hodinu a půl před vydáním, a to ve vyprodané O2 aréně, kde měl v tu dobu Viktor Sheen s Calinem svoji Roadtrip show. Album se během prvních dní umístilo jako deváté globálně nejlepší debutové album na Spotify. Deska debutovala na první příčce žebříčků prodejnosti alb v Česku i na Slovensku. Všechny písně se umístily v Top15 digitálního singlového českého žebříčku a v Top20 slovenského digitálního žebříčku. Nejvíce uspěly písně „Dopamin“ (1. příčka), „Království“ (2. příčka) a „Kdes to vzal?“ (3. příčka).
Na konci listopadu 2023 ho streamovací služba Spotify vyhlásila nejposlouchanějším interpretem roku v Česku. Nejposlouchanějším albem roku bylo Roadtrip a nejstreamovanější písní „Safír“ (ze zmíněného alba Roadtrip). V top 10 skladbách roku se umístil čtyřikrát: třikrát s Calinem („Safír“, „Dívej“ a „Cikády“) a jednou samostatně („Stíny“).
V únoru 2024 vyšel záznam z koncertu k albu Roadtrip v O2 aréně Live @ O2 arena Praha.

### Impostor Syndrom
V listopadu roku 2024 vydal album Impostor syndrom. To se necelý týden po vydání umístilo mezi top 10 nejposlouchanějších alb na Spotify a Apple music. Album debutovalo na první příčce žebříčků prodejnosti alb v Česku a na Slovensku. Z písní se nejlépe umístily „Ohnivej kruh“ (1. příčka), „Syndrom“ (1. příčka), „Převlečená žízeň“ (3. příčka) a „Roleplay“ (4. příčka).
V den vydání této desky také vydal skladbu „balada“, tu ale vydal pod pseudonymem Lil Buca Near.
V roce 2025 bylo album oceněno cenou Anděl v kategorii rap.

## Diskografie

### Studiová alba
| Rok  | Album | Nejvyšší umístění v hitparádě | Nejvyšší umístění v hitparádě | Ocenění          |
| Rok  | Album | CZ TOP 100                    | SK TOP 100                    | Ocenění          |
| ---- | --- | ----------------------------- | ----------------------------- | ---------------- |
| 2015 | Projekt Asia (s Renne Dangem) - Vydáno: 28. června 2015 - Vydavatel: Blakkwood Records                               | —                             | —                             |                  |
| 2017 | Jungler - Vydáno: 6. září 2017 - Vydavatel: Viktor Sheen                                                             | 3                             | 18                            |                  |
| 2018 | Grál (s Jicksonem) - Vydáno: 27. července 2018 - Vydavatel: Milion+ Entertainment, Warner Music Czech Republic       | 1                             | 14                            |                  |
| 2019 | Černobílej svět - Vydáno: 17. května 2019 - Vydavatel: Viktor Sheen, MIKE ROFT Records, Warner Music Czech Republic  | 1                             | 1                             | CZ: 3x platinové |
| 2020 | Barvy - Vydáno: 17. října 2020 - Vydavatel: Viktor Sheen, MIKE ROFT Records, Warner Music Czech Republic             | 1                             | 2                             | CZ: 2x platinové |
| 2021 | Příběhy a sny - Vydáno: 17. listopadu 2021 - Vydavatel: Viktor Sheen, MIKE ROFT Records, Warner Music Czech Republic | 1                             | 1                             | CZ: 4x platinové |
| 2023 | Roadtrip (s Calinem) - Vydáno: 3. února 2023 - Vydavatel: Viktor Sheen, rychlí kluci, MIKE ROFT Records              | 1                             | 1                             |                  |
| 2023 | Planeta opic - Vydáno: 13. října 2023 - Vydavatel: Viktor Sheen, MIKE ROFT Records                                   | 1                             | 1                             |                  |
| 2024 | Impostor syndrom - Vydáno: 8. listopadu 2024 - Vydavatel: Viktor Sheen, MIKE ROFT Records                            | 1                             | 1                             |                  |

### Mixtapy
- 2010 – Pod povrchem
- 2012 – Sektor 5
- 2013 – Winning
- 2014 – Level Up EP
- 2016 – NSD

### Singly a ostatní písně
| Rok  | Název písně                                  | Pozice v žebříčcích | Pozice v žebříčcích  | Pozice v žebříčcích | Počet streamů            | Počet streamů | Album            |
| Rok  | Název písně                                  | CZ Digital Top 100  | CZ Digital Top 50 CZ | SK Digital Top 100  | YouTube (jen videoklipy) | Spotify       | Album            |
| ---- | -------------------------------------------- | ------------------- | -------------------- | ------------------- | ------------------------ | ------------- | ---------------- |
| 2017 | „Vibe“                                       | —                   | 17                   | —                   | 4,8 mil.                 | 3,5 mil.      | Jungler          |
| 2017 | „Soriyako“ (ft. Jickson)                     | —                   | 26                   | —                   | 1,4 mil.                 | 1,2 mil.      | Jungler          |
| 2017 | „Nescafé“                                    | 86                  | 13                   | —                   | 5,3 mil.                 | 3,6 mil.      | Jungler          |
| 2017 | „Tchibo“                                     | 75                  | 8                    | —                   | 2,4 mil.                 | 4,3 mil.      | Jungler          |
| 2017 | „Nevidim mraky“ (ft. Yzomandias)             | 45                  | 1                    | —                   | 3,7 mil.                 | 2,4 mil.      | Jungler          |
| 2017 | „V dýmu“                                     | 77                  | 9                    | —                   | —                        | 1,5 mil.      | Jungler          |
| 2017 | „Dopis z jungle“                             | 99                  | 16                   | —                   | —                        | 1,2 mil.      | Jungler          |
| 2017 | „Kostry“ (ft. RNZ)                           | 80                  | 11                   | —                   | 1,1 mil.                 | 2,1 mil.      | Jungler          |
| 2018 | „Karusel“ (s Jickson)                        | 22                  | 1                    | —                   | 5,2 mil.                 | 5,2 mil.      | Grál             |
| 2018 | „Voliéry“ (s Jickson ft. Robin Zoot)         | 51                  | 3                    | —                   | 2,7 mil.                 | 2,3 mil.      | Grál             |
| 2018 | „Tak přijď“ (s Jickson)                      | 47                  | 5                    | —                   | 1,5 mil.                 | 1 mil.        | Grál             |
| 2018 | „Poslední grál“ (s Jickson ft. Nik Tendo)    | 37                  | 2                    | —                   | 5,2 mil.                 | 5,7 mil.      | Grál             |
| 2018 | „Važ slova“ (s Jickson)                      | 71                  | 11                   | —                   | 588 tisíc                | 1,2 mil.      | Grál             |
| 2019 | „Zlato“                                      | 7                   | 1                    | 22                  | 7,3 mil.                 | 10,7 mil.     | Černobílej svět  |
| 2019 | „Deja Vu“ (ft. Yzomandias)                   | 13                  | 1                    | 28                  | 7,5 mil.                 | 8,3 mil.      | Černobílej svět  |
| 2019 | „Až na měsíc“ (ft. Calin, Hasan a Nik Tendo) | 1                   | 1                    | 3                   | 48 mil.                  | 43 mil.       | Černobílej svět  |
| 2019 | „Nápisy“                                     | 12                  | 10                   | 32                  | —                        | 6,9 mil.      | Černobílej svět  |
| 2019 | „Alkohol a Molly“                            | 4                   | 3                    | 15                  | —                        | 12,2 mil.     | Černobílej svět  |
| 2019 | „Mráz“                                       | 9                   | 2                    | 41                  | —                        | 17,8 mil.     | Černobílej svět  |
| 2019 | „Cizí sny“ (ft. Luisa)                       | 8                   | 6                    | 10                  | 6,3 mil.                 | 7,1 mil.      | Černobílej svět  |
| 2019 | „Nekonečno“                                  | 14                  | 12                   | 33                  | —                        | 8 mil.        | Černobílej svět  |
| 2019 | „Barvy“                                      | 7                   | 5                    | 21                  | 4,1 mil.                 | 5,6 mil.      | Černobílej svět  |
| 2019 | „3 kolesa“                                   | 11                  | 9                    | 25                  | —                        | 6,7 mil.      | Černobílej svět  |
| 2019 | „Příběhy“                                    | 16                  | 13                   | 45                  | —                        | 6,3 mil.      | Černobílej svět  |
| 2019 | „Rip“ (ft. Karlo)                            | 18                  | 15                   | 34                  | —                        | 3,6 mil.      | Černobílej svět  |
| 2019 | „Andělé skit“                                | 22                  | 16                   | 83                  | —                        | 1,5 mil.      | Černobílej svět  |
| 2020 | „Oblivion“ (ft. Nik Tendo)                   | 3                   | 1                    | 31                  | 5 mil.                   | 8,2 mil.      | —                |
| 2020 | „Poslední přání“                             | 5                   | 5                    | 9                   | 3 mil.                   | 5,5 mil.      | Barvy            |
| 2020 | „Alucard“                                    | 1                   | 1                    | 4                   | 6,6 mil.                 | 11,8 mil.     | Barvy            |
| 2020 | „Kruh“ (ft. Duch)                            | 9                   | 9                    | 15                  | 2,4 mil.                 | 4,8 mil.      | Barvy            |
| 2020 | „Mlha“                                       | 6                   | 6                    | 13                  | 9,5 mil.                 | 10,7 mil.     | Barvy            |
| 2020 | „Plastic“                                    | 1                   | 1                    | 10                  | 3,4 mil.                 | 11 mil.       | Barvy            |
| 2020 | „Rozdělený světy“                            | 2                   | 1                    | 8                   | —                        | 28,3 mil.     | Barvy            |
| 2020 | „Kolik“ (ft. Yzomandias)                     | 4                   | 4                    | 5                   |                          | 6,6 mil.      | Barvy            |
| 2020 | „Siri“                                       | 7                   | 7                    | 11                  | —                        | 4,1 mil.      | Barvy            |
| 2020 | „ice baby“                                   | 8                   | 8                    | 17                  | —                        | 5,4 mil.      | Barvy            |
| 2020 | „Wild Hunt“ (ft. Jickson)                    | 10                  | 10                   | 24                  | —                        | 3,7 mil.      | Barvy            |
| 2020 | „V pekle“                                    | 11                  | 11                   | 32                  | —                        | 8,9 mil.      | Barvy            |
| 2020 | „Sunset Boulevard“                           | 12                  | 12                   | 30                  | —                        | 3,8 mil.      | Barvy            |
| 2020 | „Bál“                                        | 13                  | 13                   | 40                  | —                        | 4 mil.        | Barvy            |
| 2020 | „Stejnej druh“                               | 14                  | 14                   | 41                  | —                        | 3 mil.        | Barvy            |
| 2020 | „100“                                        | 15                  | 15                   | 43                  | —                        | 2,9 mil.      | Barvy            |
| 2020 | „Já vidím barvy“                             | 16                  | 16                   | 46                  | —                        | 2,8 mil.      | Barvy            |
| 2021 | „Lavazza“                                    | 2                   | 1                    | 13                  | 4,5 mil.                 | 10,6 mil.     | Příběhy a sny    |
| 2021 | „Příběhy, sny“                               | 3                   | 3                    | 2                   | 3,2 mil.                 | 13,5 mil.     | Příběhy a sny    |
| 2021 | „Stíny“                                      | 1                   | 1                    | 4                   | —                        | 36,5 mil.     | Příběhy a sny    |
| 2021 | „Sklo“                                       | 2                   | 2                    | 2                   | —                        | 13,8 mil.     | Příběhy a sny    |
| 2021 | „Virtuální drogy“ (ft. Calin)                | 4                   | 4                    | 5                   | —                        | 21,5 mil.     | Příběhy a sny    |
| 2021 | „Sérum“                                      | 5                   | 5                    | 8                   | 1,7 mil.                 | 18,3 mil.     | Příběhy a sny    |
| 2021 | „Baby Shark“ (ft. Robin Zoot)                | 6                   | 6                    | 12                  | —                        | 6,7 mil.      | Příběhy a sny    |
| 2021 | „Highway“                                    | 7                   | 7                    | 10                  | —                        | 5,9 mil.      | Příběhy a sny    |
| 2021 | „Nostalgie“                                  | 8                   | 8                    | 15                  | 8,2 mil.                 | 9,4 mil.      | Příběhy a sny    |
| 2021 | „Vice City“ (ft. Hugo Toxxx)                 | 9                   | 9                    | 16                  | —                        | 5,1 mil.      | Příběhy a sny    |
| 2021 | „Spaceship“                                  | 10                  | 10                   | 22                  | —                        | 9,1 mil.      | Příběhy a sny    |
| 2021 | „Blessed“                                    | 12                  | 12                   | 23                  | —                        | 18,4 mil.     | Příběhy a sny    |
| 2021 | „Co lidi udělaj“                             | 13                  | 13                   | 19                  | —                        | 5,7 mil.      | Příběhy a sny    |
| 2021 | „pro love“                                   | 14                  | 14                   | 20                  | —                        | 4,9 mil.      | Příběhy a sny    |
| 2021 | „No Hands“                                   | 15                  | 15                   | 28                  | —                        | 4,8 mil.      | Příběhy a sny    |
| 2021 | „Zzzpět (skit)“                              | 18                  | 17                   | 43                  | —                        | 2,3 mil.      | Příběhy a sny    |
| 2022 | „Můj space“                                  | 5                   | 3                    | 8                   | —                        | 7,1 mil.      | Planeta opic     |
| 2023 | „Safír“ (s Calin)                            | 1                   | 1                    | 1                   | 9,5 mil.                 | 48,6 mil.     | Roadtrip         |
| 2023 | „Dívej“ (s Calin)                            | 2                   | 2                    | 2                   | 10 mil.                  | 28,2 mil.     | Roadtrip         |
| 2023 | „Benz“ (s Calin)                             | 3                   | 3                    | 4                   | —                        | 13 mil.       | Roadtrip         |
| 2023 | „Berlín“ (s Calin)                           | 4                   | 4                    | 5                   | —                        | 9,7 mil.      | Roadtrip         |
| 2023 | „Cikády“ (s Calin)                           | 5                   | 5                    | 6                   | —                        | 20,8 mil.     | Roadtrip         |
| 2023 | „Double Time“ (s Calin)                      | 6                   | 6                    | 7                   | —                        | 4,8 mil.      | Roadtrip         |
| 2023 | „Soundtrack“ (s Calin)                       | 7                   | 7                    | 9                   | —                        | 8,1 mil.      | Roadtrip         |
| 2023 | „Kudlu“ (s Calin)                            | 9                   | 8                    | 10                  | —                        | 4,2 mil.      | Roadtrip         |
| 2023 | „Plán B“ (s Calin)                           | 10                  | 9                    | 11                  | —                        | 4,8 mil.      | Roadtrip         |
| 2023 | „Limonáda“ (s Calin)                         | 11                  | 10                   | 13                  | —                        | 4,9 mil.      | Roadtrip         |
| 2023 | „Luna“ (s Calin)                             | 13                  | 12                   | 15                  | —                        | 4,8 mil.      | Roadtrip         |
| 2023 | „Southside“ (s Calin)                        | 15                  | 14                   | 17                  | —                        | 3,6 mil.      | Roadtrip         |
| 2023 | „Dopamin“                                    | 1                   | 1                    | 1                   | —                        | 21,5 mil.     | Planeta opic     |
| 2023 | „Království“                                 | 2                   | 2                    | 2                   | —                        | 11,4 mil.     | Planeta opic     |
| 2023 | „Kdes to vzal?“                              | 3                   | 3                    | 3                   | —                        | 8,2 mil.      | Planeta opic     |
| 2023 | „WHO“ (ft. PTK)                              | 4                   | 4                    | 5                   | —                        | 8 mil.        | Planeta opic     |
| 2023 | „Probuzení“                                  | 5                   | 5                    | 4                   | —                        | 5,2 mil.      | Planeta opic     |
| 2023 | „Na větvi“                                   | 6                   | 6                    | 6                   | —                        | 4,2 mil.      | Planeta opic     |
| 2023 | „OCD“ (ft. Annet X)                          | 7                   | 7                    | 14                  | —                        | 3,5 mil.      | Planeta opic     |
| 2023 | „Banány“ (ft. Yzomandias)                    | 8                   | 8                    | 8                   | —                        | 3,7 mil.      | Planeta opic     |
| 2023 | „Ujde to“                                    | 9                   | 9                    | 9                   | 933 tis.                 | 4,2 mil.      | Planeta opic     |
| 2023 | „Lows“                                       | 10                  | 10                   | 10                  | —                        | 3,1 mil.      | Planeta opic     |
| 2023 | „Sám proti sobě“                             | 11                  | 11                   | 15                  | —                        | 2,7 mil.      | Planeta opic     |
| 2023 | „Domov můj“                                  | 12                  | 12                   | 16                  | —                        | 2,9 mil.      | Planeta opic     |
| 2023 | „Ape Song“                                   | 13                  | 13                   | 19                  | —                        | 2,9 mil.      | Planeta opic     |
| 2023 | „Světlo“ (ft. Calin)                         | 14                  | 14                   | 17                  | —                        | 2,7 mil.      | Planeta opic     |
| 2024 | „Ohnivej kruh“                               | 1                   | 1                    | 2                   | —                        | 8,1 mil.      | Impostor syndrom |
| 2024 | „Syndrom“                                    | 1                   | 1                    | 2                   | 2,4 mil.                 | 15,1 mil.     | Impostor syndrom |
| 2024 | „Převlečená žízeň“                           | 3                   | 3                    | 5                   | —                        | 7,2 mil.      | Impostor syndrom |
| 2024 | „Roleplay“                                   | 4                   | 4                    | 7                   | —                        | 8,6 mil.      | Impostor syndrom |
| 2024 | „Zima Blue“ (ft. Nik Tendo a Yzomandias)     | 5                   | 5                    | 6                   | —                        | 5,1 mil.      | Impostor syndrom |
| 2024 | „Cígo a káva“ (ft. Saul)                     | 5                   | 4                    | 1                   | —                        | 13 mil.       | Impostor syndrom |
| 2024 | „Pátky“                                      | 7                   | 7                    | 8                   | —                        | 9,4 mil.      | Impostor syndrom |
| 2024 | „Zvyk“ (ft. SIMILIVINLIFE)                   | 8                   | 8                    | 4                   | —                        | 4,9 mil.      | Impostor syndrom |
| 2024 | „Hory Kazachstánu“                           | 9                   | 9                    | 11                  | —                        | 4,5 mil.      | Impostor syndrom |
| 2024 | „Další den“                                  | 10                  | 10                   | 9                   | —                        | 4,8 mil.      | Impostor syndrom |
| 2024 | „Máta“                                       | 11                  | 11                   | 10                  | —                        | 4 mil.        | Impostor syndrom |
| 2024 | „Ty a já“ (ft. Lil Buca Near)                | 13                  | 13                   | 13                  | —                        | 4,5 mil.      | Impostor syndrom |

<Uvedený počet streamů Spotify a počet na YouTube je k 30. července 2025.